# Xavier Worthy
Xavier Worthy (geboren am 27. April 2003 in Fresno, Kalifornien) ist ein US-amerikanischer American-Football-Spieler auf der Position des Wide Receivers. Er spielte College Football für die Texas Longhorns und wurde im NFL Draft 2024 in der ersten Runde von den Kansas City Chiefs ausgewählt.

## Karriere
Worthy besuchte die Central East High School in seiner kalifornischen Heimatstadt Fresno. Dort spielte er Football und war als Leichtathlet aktiv. Bereits in seinem zweiten Highschooljahr absolvierte Worthy den 100-Meter-Lauf in 10,55 Sekunden. Er erhielt zahlreiche Stipendienangebote von renommierten College-Football-Teams und entschied sich nach einer geplatzten Einigung mit den Michigan Wolverines für die Texas Longhorns der University of Texas at Austin. Da die Highschool-Saison 2020 wegen der COVID-19-Pandemie in den Frühling 2021 verschoben war, ließ Worthy seine letzte Saison an der Highschool aus.
Worthy war bei den Longhorns von Beginn an Stammspieler und machte in seiner ersten Saison insbesondere in seinem ersten Spiel in der Big 12 Conference gegen die Texas Tech Red Raiders mit drei Touchdowns sowie bei der Red River Rivalry gegen den Erzrivalen Oklahoma Sooners mit 261 Yards Raumgewinn im Passspiel auf sich aufmerksam. Worthy erzielte in seiner ersten College-Saison insgesamt 981 Yards Raumgewinn im Passspiel und zwölf Touchdowns. Er wurde in das All-Star-Team der Big 12 Conference sowie zum Offensive Freshman of the Year in der Big 12 gewählt. In der Saison 2022 fing Worthy 60 Pässe für 760 Yards und neun Touchdowns. Dabei hatte er insbesondere mit Drops, d. h. fallengelassenen, aber fangbaren Pässen, zu kämpfen. Nach der Saison wurde bekannt, dass Worthy die zweite Saisonhälfte mit einer gebrochenen Hand gespielt hatte.
In der Saison 2023 wurde Worthy zum zweiten Mal in das All-Star-Team der Big 12 Conference gewählt, dieses Mal sowohl als Wide Receiver als auch als Return Specialist. Als Punt Returner absolvierte Worthy 22 Returns für 371 Yards und einen Touchdown, als Wide Receiver fing er 75 Pässe für 1014 Yards und fünf Touchdowns. Einen Tag nach dem Ende der Saison durch eine 31:37-Niederlage gegen die Washington Huskies im Sugar Bowl – in diesem Jahr zugleich Halbfinale der College-Football-Playoffs, an denen die Longhorns erstmals teilgenommen hatten – gab er seine Anmeldung für den NFL Draft 2024 bekannt. Insgesamt kam Worthy in 39 Spielen für die Longhorns als Starter zum Einsatz. Seine 26 gefangenen Touchdownpässe waren die drittmeisten in der Geschichte der Longhorns, als er seine College-Karriere beendete.
Beim NFL Combine 2024 stellte Worthy mit 4,21 Sekunden einen neuen Rekord im 40 Yard Dash auf (zuvor 2017 aufgestellt von John Ross mit 4,22 Sekunden).

## NFL
Worthy wurde im NFL Draft 2024 in der ersten Runde an 28. Stelle von den Kansas City Chiefs ausgewählt. In seinem NFL-Debüt beim 27:20-Sieg der Chiefs über die Baltimore Ravens zum Saisonauftakt am ersten Spieltag erhielt Worthy zwar nur dreimal den Ball, erzielte dabei aber zwei Touchdowns mit einem 21-Yards-Lauf und einem Catch für 35 Yards. Er fing als Rookie insgesamt 59 Pässe für 636 Yards und sechs Touchdowns und absolvierte zudem 20 Läufe für 104 Yards und drei Touchdowns. Worthy war insbesondere in den Play-offs eine der Hauptanspielstationen von Patrick Mahomes. Er fing im AFC Championship Game sechs Pässe für 85 Yards und erreichte mit seinem Team den Super Bowl LIX.

## NFL-Statistiken
| Saison                             | Team  | Spiele | Spiele | Receiving | Receiving | Receiving | Receiving | Receiving | Rushing | Rushing | Rushing | Rushing | Fumbles | Fumbles |
| Saison                             | Team  | GP     | GS     | Rec       | Yds       | Avg       | Lng       | TD        | Att     | Yds     | Avg     | TD      | Fum     | Lost    |
| ---------------------------------- | ----- | ------ | ------ | --------- | --------- | --------- | --------- | --------- | ------- | ------- | ------- | ------- | ------- | ------- |
| 2024                               | KC    | 17     | 13     | 59        | 638       | 10,8      | 54        | 6         | 20      | 104     | 5,2     | 3       | 0       | 0       |
| Total                              | Total | 17     | 13     | 59        | 638       | 10,8      | 54        | 6         | 20      | 104     | 5,2     | 3       | 0       | 0       |
| Quelle: pro-football-reference.com |       |        |        |           |           |           |           |           |         |         |         |         |         |         |